# Dennis Dixon
Pour les articles homonymes, voir Dixon.
(en) Statistiques sur pro-football-reference
Dennis Lee Dixon, Jr., né le 11 janvier 1985 à Oakland en Californie, est un joueur américain de football américain évoluant au poste de quarterback pour les Bills de Buffalo.